# Ylva Johansson

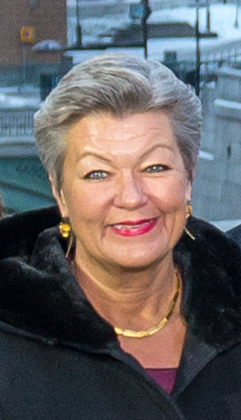
Ylva Johansson (2019)

Ylva Julia Margareta Johansson (Huddinge, 13 februari 1964) is een Zweeds politica namens de Socialdemokraterna. Sinds 1 december 2019 is ze Eurocommissaris voor Binnenlandse Zaken in de commissie-Von der Leyen.

## Loopbaan
Johansson was werkzaam als leraar wiskunde, natuurkunde en scheikunde. In 1988 kwam ze namens de Vänsterpartiet in de Rijksdag. In 1992 maakte ze de overstap naar de Socialdemokraterna. Van 1994 tot 1998 was ze in het tweede kabinet van Ingvar Carlsson en vanaf 1996 onder Göran Persson minister voor scholen. Van 2004 tot 2006 was Johansson onder Persson minister voor welzijn en ouderengezondheid. Onder Stefan Löfven was ze van 2014 tot 2019 minister voor werkgelegenheid. Tussendoor was Johansson parlementslid. Per 1 december 2019 is ze Eurocommissaris belast met binnenlandse zaken in de commissie-Von der Leyen.